# Род Баррі
Род Баррі (англ. Rod Barry), (іноді Rob deBaer, Rod Berry, Rod) — американський порноактор, який знявся в понад 150 порнофільмах з початку кар'єри в 1996 році. Більшість фільмів Баррі були в жанрі гей-порнографії, але він також з'явився у бісексуальних, транссексуальних та гетеросексуальних відео. Баррі також працював моделлю та танцюристом. Працював та жив в штаті Нью-Йорк.

## Нагороди та номінації
- 1997 Gay Erotic Video Awards номінація Кращий новачок.[1]
- 1998 Gay Erotic Video Awards номінація Топ актор.[2]
- 1999 Grabby Awards переможець Кращий актор підтримки в «A Lesson Learned» (All Worlds Video).[3]
- 2002 Grabby Awards номінація Кращий актор підтримки, Найкраща сцена дуету та Найкраща сцена тріо.[4]
- 2002 GayVN Awards переможець Кращий актор підтримки в «White Trash».[5]
- 2005 GayVN Awards номінація Кращий актор в «Thirst».[6][7]
- 2006 Grabby Awards переможець Найгарячіший універсальний виконавець.[8]
- 2008 GayVN Awards ввів Баррі до Залу Слави.[5][9]

## Кар'єра
Род Баррі працював у багатьох провідних режисерів, включаючи Chi Chi LaRue, Джон Резерфорд, Wash West, Стівен Скарборо, Майкл Дзен, Mike Donner та Doug Jeffries. У 2005 році він зняв своє перше гей-порно — «Down The Drain» для All Worlds Video. Зняв серію « Аргентинських прослуховуваннь» (англ. "Argentinean Auditions") 1 та 2 частини. Баррі ввели в Зал слави GayVN на 10-й щорічній церемонії нагородження в лютому 2008 року. У 2008 році він запустив RodBarryWorld.com, вебсайт із відео на замовлення.
Першим його фільмом був «The Few, The Proud, The Naked #8».

## Особисте життя
Баррі служив у морській піхоті США, перш ніж його «знайшов» Дірк Йетс.
Сексуальна ідентичність Баррі часто була предметом дебатів. На початку своєї кар'єри, в інтерв'ю режисера Джеррі Дугласа в журналі Manshots (червень 1998 р.), Баррі сказав Дугласу, коли його запитали: "Я б не сказав, що я - гетеросексуал. Я б сказав, що я - сексуальний. Сексуальним ти любиш оргазм, і тобі байдуже, як ти його отримаєш ".
У 2009 році Баррі писав про свою реабілітацію після тривалого алкоголізму.